# AKCM-321
AKCM-321 o BKM-321 è il filobus bielorusso ad alta capacità a pianale ribassato per il trasporto urbano di passeggeri, prodotto in serie dal 2003 dalla Belkommunmaš. Appartiene alla terza generazione di filobus sviluppati dall'impianto.
Il modello di filobus è utilizzato in molte città della Russia, nonché in Bielorussia, Ucraina, Kirghizistan, Moldavia, Serbia e Tagikistan. La maggior parte delle auto prodotte sono state consegnate a Minsk, Chișinău, Mosca, San Pietroburgo, Homel', Belgrado, Mahilëŭ.

## Descrizione
Il filobus modello AKCM-321 è un filobus urbano a pianale ribassato a due assi. La carrozza del filobus ha una struttura portante. Il tetto e i pannelli laterali sono realizzati in lamiera di acciaio zincato ad alta resistenza. I tubi del telaio, il rivestimento del corpo, il sottoscocca, le superfici del telaio a traliccio, i ponti e alcuni altri elementi sono trattati con smalti anticorrosione della società francese RM. La carrozza è anche ricoperta di vernice fosfatica che protegge il corpo dalla corrosione, il corpo ha una vita lavorativa di almeno dieci anni.
La parte frontale del filobus, vale a dire il suo rivestimento, è realizzata con un pannello in fibra di vetro. Il paraurti del filobus è realizzato in acciaio e rivestito con una scocca in fibra di vetro. Il paraurti è composto da tre parti. Nel 2008, il filobus modello 321 è sopravvissuto al restyling e i fari sono stati sostituiti da apparecchi di illuminazione, unificati con i nuovi modelli di camion MAZ, realizzati nella città di Rudensk. Nel 2007 sono stati prodotti numerosi esemplari con ottica Hella, ma in seguito non sono state più prodotte automobili con tali fari. Dal 2009, i filobus hanno ricevuto nuovi fari fabbricati in Bielorussia e un nuovo paraurti anteriore.
Il parabrezza del filobus AKCM-321 è di tipo panoramico, i tergicristalli del filobus sono di tipo orizzontale (montati uno sotto l'altro). I filobus AKCM-321 su richiesta del cliente sono dotati di sistemi informativi di vari produttori. Specchi laterali di tipo sferico, dotati di rivestimento antiriflesso e riscaldamento elettrico. Il vano motore del filobus si trova nello sbalzo posteriore sul lato sinistro. L'AKCM-321 può essere equipaggiato con vari motori elettrici: Škoda asincrono ceco (185 chilowatt), ANT-155 asincrono di fabbricazione bielorussa (185 chilowatt) e motori asincroni DTA-1U1 (con una capacità di 180 chilowatt) e ATCHD-250 (con una capacità di 150 chilowatt). 

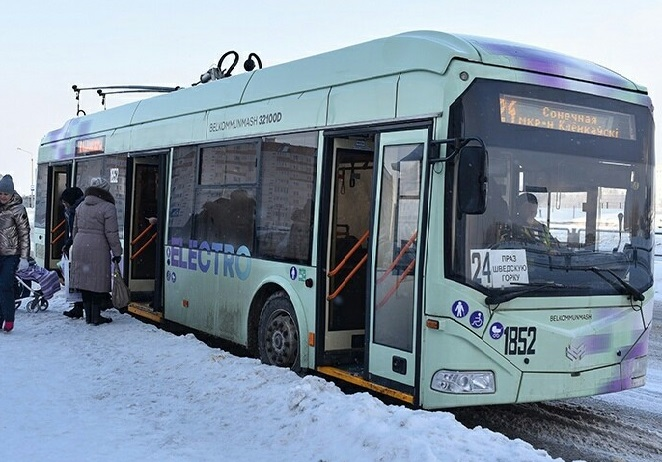
Bus elettrico tipo IMC BKM-32100D a Homel' (Bielorussia)

Il filobus è dotato di un sistema pneumatico di raccolta delle aste che consente la rimozione remota delle aste dai fili della rete di contatto, in seguito gli attuali collettori vengono fissati lungo l'asse del filobus. Inoltre, il filobus è dotato di due bobine fissate al pannello posteriore e di tamburi al loro interno, su cui vengono avvolte le funi per la normale rimozione delle aste dalla rete di contatto. La parte posteriore, come la parte anteriore, è realizzata in fibra di vetro, il paraurti è in acciaio con rivestimento in fibra di vetro.
I filobus sono dotati di ponti di produttori europei come ZF o RABA.
Un convertitore statico viene utilizzato per alimentare i circuiti a bassa tensione del filobus, che converte la tensione di ingresso da 550 volt a 28 volt; Due batterie da 12 volt vengono utilizzate anche per alimentare circuiti a bassa tensione. È anche possibile installare banchi di condensatori per il funzionamento autonomo.
Il filobus AKSM-321 è dotato di sospensioni pneumatiche. La sospensione anteriore del filobus è uno pneumatico a due cilindri, dipendente. La sospensione posteriore dipende dall'aria. Elementi di sospensione elastici: le mongolfiere, oltre a fornire morbidezza alla corsa, offrono al filobus la possibilità di sedersi alle fermate a destra, abbassando il livello del pavimento di qualche centimetro in più per facilitare l'atterraggio di persone disabili e passeggeri con carrozzine.
Il sistema frenante del carrello è a due stadi. Il sistema di frenatura pneumatica del filobus è a doppio circuito, i freni delle ruote anteriori sono a disco (quando si utilizzano assi ZF) o a tamburo (quando si utilizzano assi RABA). Freni dell'asse motore - tamburo tipo Raba o disco tipo ZF Passau. Inoltre, il filobus è dotato di sistema di frenatura antibloccaggio (ABS).
Il carrello ha un pianale ribassato a tutti gli ingressi e l'altezza del pianale è di 36 centimetri dal livello del suolo. C'è anche una rampa pieghevole all'ingresso della porta di mezzo. 

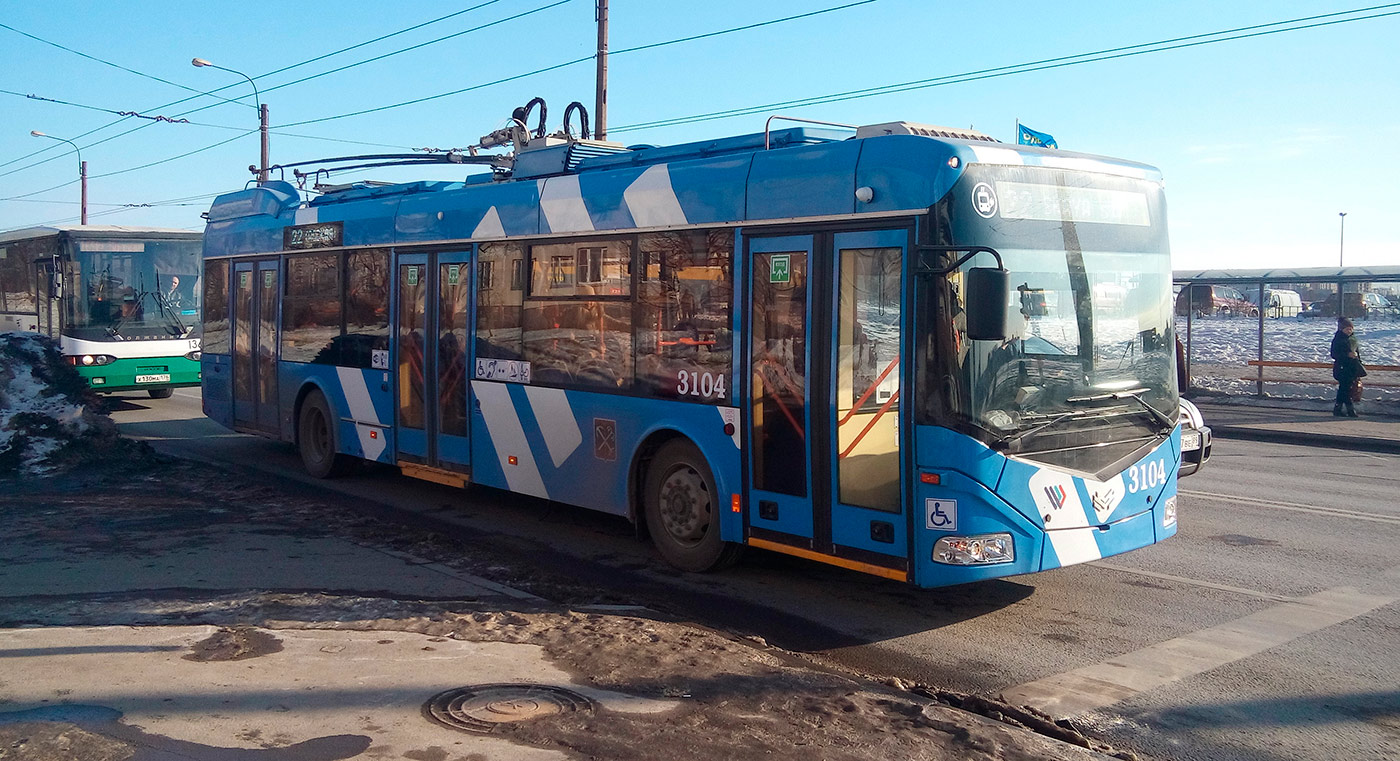
Bus 100% elettrico IMC BKM-32100D a San Pietroburgo

Il pavimento della cabina è realizzato in multistrato bachelizzato di spessore 12 mm, che è fissato alla base del corpo (telaio a traliccio); quindi ricoperto da un tappeto resistente all'usura in linoleum antiscivolo; il rivestimento dei lati e del soffitto è realizzato in plastica grigia e bianca. I corrimano del filobus sono realizzati con sottili tubi di acciaio, verniciati con vernice polimerica, che ne migliora la resistenza alla corrosione; la ringhiera è resistente all'usura meccanica e alla luce solare; i corrimani dal basso sono fissati al pavimento della cabina, dall'alto - al soffitto; i corrimani verticali possono essere dotati di pulsanti per la segnalazione del conducente al fine di arrestare il carrello su richiesta. I corrimani orizzontali possono essere dotati di maniglie in pelle per una maggiore comodità. Nel 2011, il design di corrimano e pareti divisorie in vetro è stato modificato al simile da l`autobus MAZ-203.
La cabina può ospitare 26 posti a sedere, la capacità totale del filobus è di 101 persone secondo i requisiti UNECE. Il sistema di ventilazione interna è rappresentato da grandi finestre scorrevoli, sui filobus dopo il 2012 c'erano due ventole interne. L'unico svantaggio significativo è la mancanza di portelli del tetto a causa della disposizione delle apparecchiature elettriche sul tetto (tuttavia, il lunotto svolge anche il ruolo di uscita di emergenza). È possibile installare un condizionatore d'aria sia per il conducente che per l'abitacolo. Il sistema di riscaldamento nell'abitacolo è rappresentato da tre riscaldatori elettrici con due modalità di riscaldamento e una capacità di quattro kilowatt (2 unità) e sei kilowatt - (1 unità); nella cabina di guida è presente una stufa elettrica con una capacità di 6 kW. 
Il cruscotto del filobus è realizzato a forma di semicerchio, che fornisce al conducente un rapido accesso a tutti i controlli necessari. Al centro del cruscotto c'è un blocco di strumenti indicativi: al centro del pannello c'è un grande tachimetro arrotondato (di fabbricazione tedesca, VDO) con un contachilometri elettronico, manometri e un indicatore di tensione nella rete di bordo si trovano a sinistra e a destra del tachimetro. Da parte dei filobus, questi dispositivi sono sostituiti da un display elettronico. Dal 2011 è stato installato un nuovo pannello, simile nella forma al filobus modello 420. A destra e a sinistra dei dispositivi di visualizzazione si trovano le chiavi per aprire e chiudere le porte, attivare l'allarme, controllare la direzione di movimento del carrello (e può riprendere se necessario); A sinistra del conducente è presente un pannello laterale aggiuntivo, sul quale si trova la leva del freno a mano, simile a un joystick, il controllo del sistema di blocco e altri comandi, sul lato sinistro del cruscotto ci sono i tasti di controllo per accendere il riscaldamento e la ventilazione, l'illuminazione interna ed esterna.

## Restyling
Nel 2016 è stato effettuato il secondo restyling del modello. Il filobus ha ricevuto una nuova maschera con un parabrezza ottagonale, oltre all'ottica Hella, una nuova maschera posteriore con la stessa forma del finestrino rotto e luci rotonde. Alcuni filobus sono anche prodotti utilizzando la precedente tecnologia di illuminazione anteriore del modello 2009.

## Modificazioni
- AKCM-32100 (modello base) - con un sistema di controllo a transistor su moduli IGBT e un motore AC. Dal 2009 è dotato di un percorso autonomo di emergenza fino a 0,5–2 km. L'inverter con trazione è configurato tramite il programma AC Drive prodotto da Belkommunmash Unitary Enterprise e, se lo si desidera, è possibile raggiungere una velocità massima di 80 km / ho accelerazione massima a 60 km / h in 5 secondi.
- AKCM-32100A - con un sistema di controllo a transistor su moduli IGBT e un motore AC asincrono, è dotato di una rotta autonoma che utilizza un generatore diesel. Prodotto nel 2013 e 2014, tutte e sei le copie sono arrivate a Brest.
- AKCM-32100C - con un sistema di controllo a transistor su moduli IGBT e un motore AC asincrono. Apparecchiature elettriche prodotte da Škoda. Una copia è stata esposta nel 2008 nella città di Plovdiv (Bulgaria), alla fine è finita a San Pietroburgo. Nel 2010 sono state consegnate 83 auto a Belgrado (Serbia), un filobus opera anche a Hrodna.
- AKCM-32100D IMC - con un sistema di controllo a transistor su moduli IGBT e un motore AC asincrono, è dotato di una corsa autonoma basata su batterie al litio-ferro-fosfato, con un margine fino a 30 chilometri. A differenza di AKCM-32100, è dotato di un motore di trazione da 150 kW. Le prime tre copie di questa modifica sono arrivate alla fine del 2015 a Ul'janovsk. Nel 2016-2020 sono stati consegnati a San Pietroburgo (35 filobus), Dušanbe (50 filobus), Hrodna (5 filobus), Homel' (4 filobus), Vicebsk (4 filobus).
- AKCM-32102 - con un sistema di controllo a impulsi a tiristori e un motore DC.
- AKCM-32104 - con un sistema di controllo a transistor su moduli IGBT e un motore DC, l'unica istanza è stata operata nel 2005-2015 a Minsk.
- AKCM-32104C - 10 copie consegnate nel 2005 a Belgrado.
- AKCM-32100M è un filobus fornito sotto forma di un kit di montaggio per il montaggio. Sono assemblati a Kursk (con il marchio 1K), Černihov (con il marchio Etalon) e Chișinău (RTEC 62321).
- AKCM-32102B - anche un filobus assemblato in una singola copia dei componenti bielorussi a Barnaul, è gestito lì.
- SVARZ-6235.01 - Questa modifica è stata assemblata dallo stabilimento SVARZ di Mosca dai kit per auto bielorussi per la città di Mosca nel 2009-2010. Dal 2011, i filobus in questa configurazione sono stati prodotti direttamente dall'impianto di Belkommunmaš. I filobus hanno un sistema di controllo a transistor su moduli IGBT e un motore AC asincrono di fabbricazione russa, è dotato di un percorso autonomo (20 km/h; 400-500 metri).

Nel 2010 è stato siglato un accordo tra la ucraina Etalon Corporation e Belkommunmaš sulla produzione di filobus AKCM-321 a Černihov, presso le strutture dello stabilimento automobilistico di Černihov. Il primo filobus a Černihov è stato assemblato nella primavera del 2011. Alla fine del 2011 è stata gestita la produzione di filobus con apparecchiature elettriche ARS-TERM e Chergos per clienti russi, tuttavia da allora è stato assemblato l'unico filobus. In totale, a dicembre 2016, 3 BKM-321 sono stati emessi a Chernihiv.
Dall'anno 2019 l`assemblaggio di filobus per l`Ucraina avviene tramite la società BKM-Ucraina (Lutsk).

## Diffusione

### Russia
- San Pietroburgo - 123 (87 BKM-321, 1 BKM-321.00C e 35 IMC BKM-321.00D);
- Tomsk - 69;
- Volgograd - 56 IMC BKM-321.00D ordinati (18 consegnati);
- Rostov-sul-Don - 43 (BKM-321, BKM-321.02, SVARZ-6235.01);
- Kursk - 42 (BKM-321 e 1K);
- Togliatti - 40;
- Kaluga - 33;
- Saratov - 31 (nel 2020 forniti filobus usati BKM-321 da Mosca);
- Nižnij Novgorod - 30 (BKM-321 e SVARZ-6235.01);
- Uljanovsk - 25 (usati da Mosca, fornitura dei 2020-2021);
- Penza - 22;
- Krasnojarsk - 20;
- Samara - 17;
- Chabarovsk - 20 usati da Mosca (fornitura del 2021);
- Novokujbyševsk - 15 (acquistati nel 2019);
- Volgodonsk - 15;
- Balakovo - 14 (SVARZ-6235.01 usati da Mosca - forniti nel 2020);
- Chimki - 12 (usati da Mosca, non operano ancora);
- Dzeržinsk - 12 (BKM-321 e SVARZ-6235.01 - tutti usati da Mosca);
- Kirov - 10;
- Kemerovo - 5 (usati da Mosca).

### Ucraina
Alcune città ucraine utilizzano i BKM-321. Negli anni 2018-2020 l'Ucraina ne ha acquistato alcuni lotti tramite le banche europee BERS e BEI:
- Odessa - 47 filobus ibridi BKM-321 con motor-generator a gasolio, forniti nel 2018;
- Ivano-Frankivs'k - 29 filobus BKM-321 forniti nel 2019;
- 'Mariupol'' - 72 filobus BKM-321 (57 standard e 15 modelli MC BKM-321.00D dotati di percorso autonomo a batterie fino a 20 km) nel 2020;
- Žytomyr - 50 filobus BKM-321 nei 2020-2021;
- Dnipro - 12 filobus IMC BKM-321.00D con percorso autonomo a batterie fino a 20 km;
- Kremenčuk - 8 filobus IMC BKM-321.00D con percorso autonomo a batterie fino a 20 km (da essere forniti nel 2020).

### Bielorussia
- Minsk;
- Homel;
- Vicebsk;
- Mahilëŭ;
- Hrodna;
- Brėst;
- Babrujsk.

### Moldavia
- Chisinau;
- Beltsy.

### Tagikistan
- Dušanbe - 54 filobus IMC BKM-321.00D con percorso autonomo a batterie forniti nel 2020. Sono ordinati ancora 50 veicoli.

### Kirghizistan
- Biškek.

## Galleria d'immagini

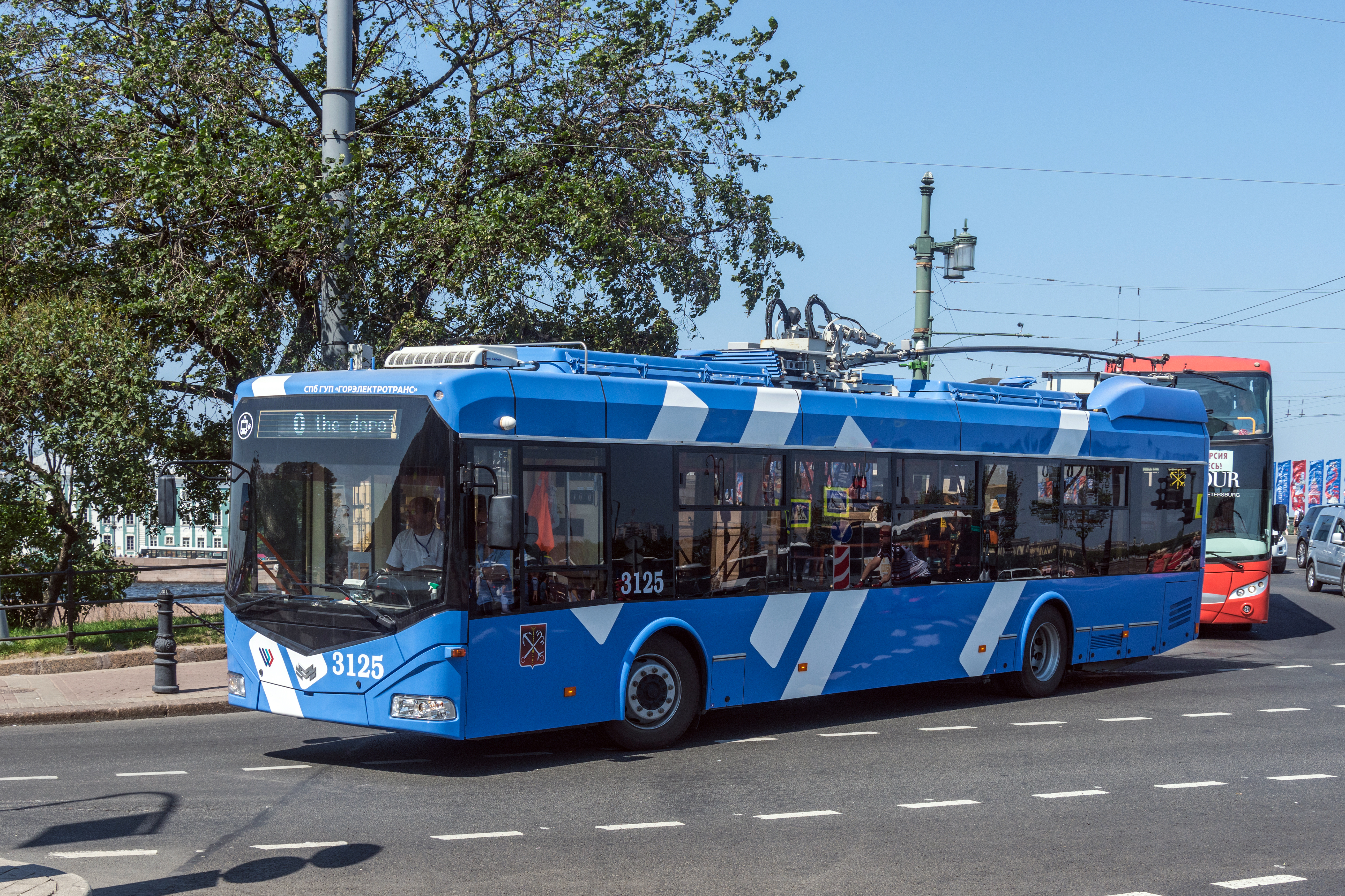
BKM-32100D in modalità bus elettrico a San Pietroburgo
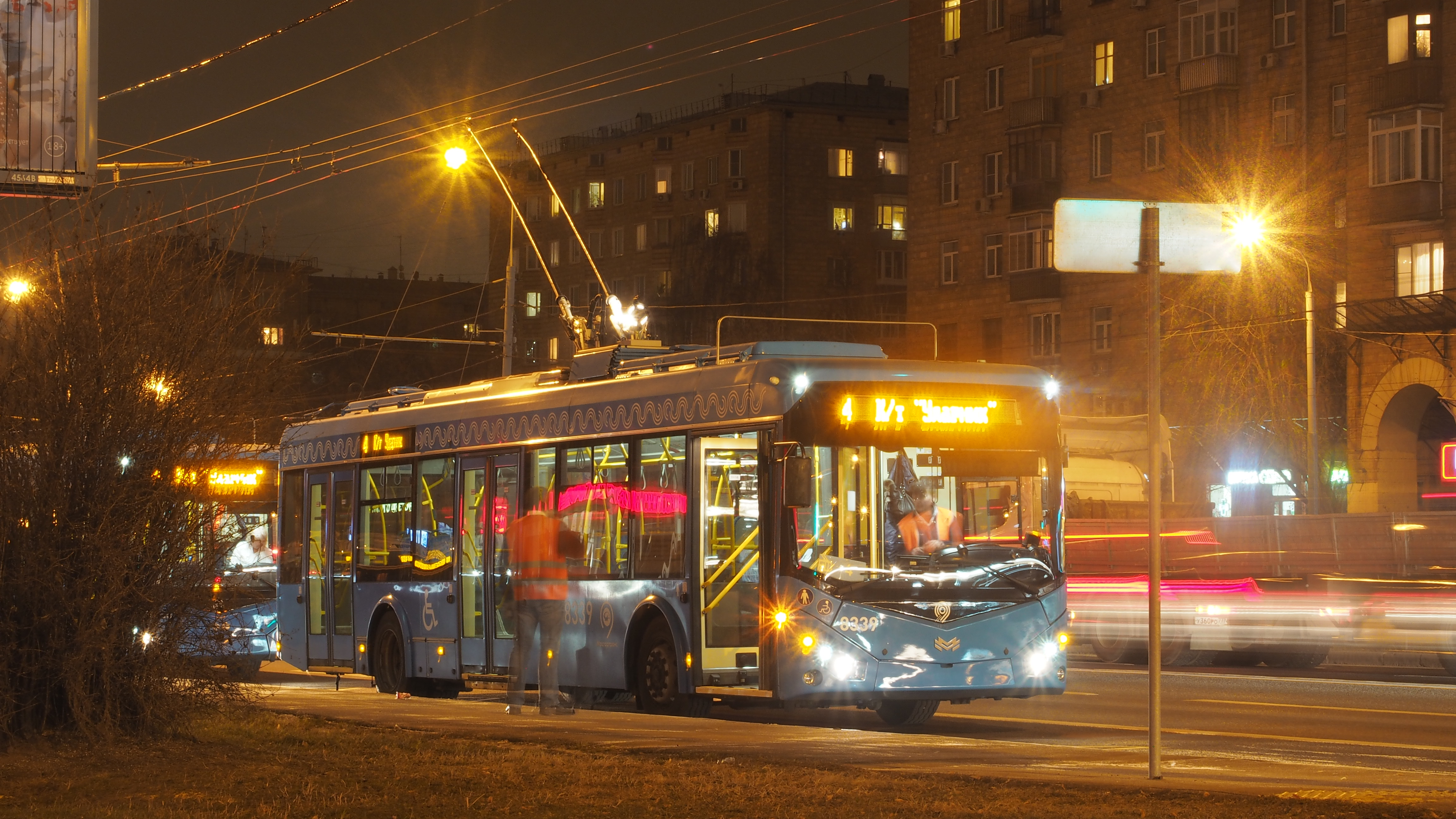
BKM-321 di ultima generazione a Mosca
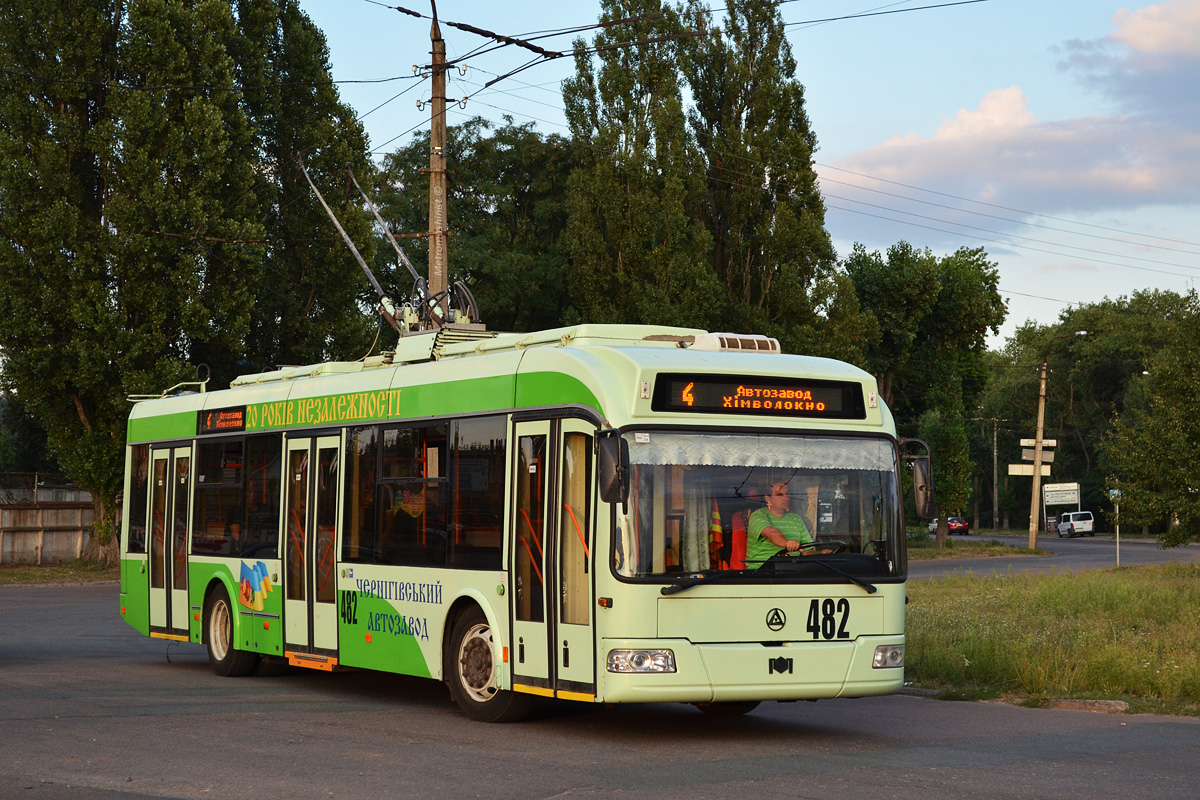
BKM-321 a Černihov
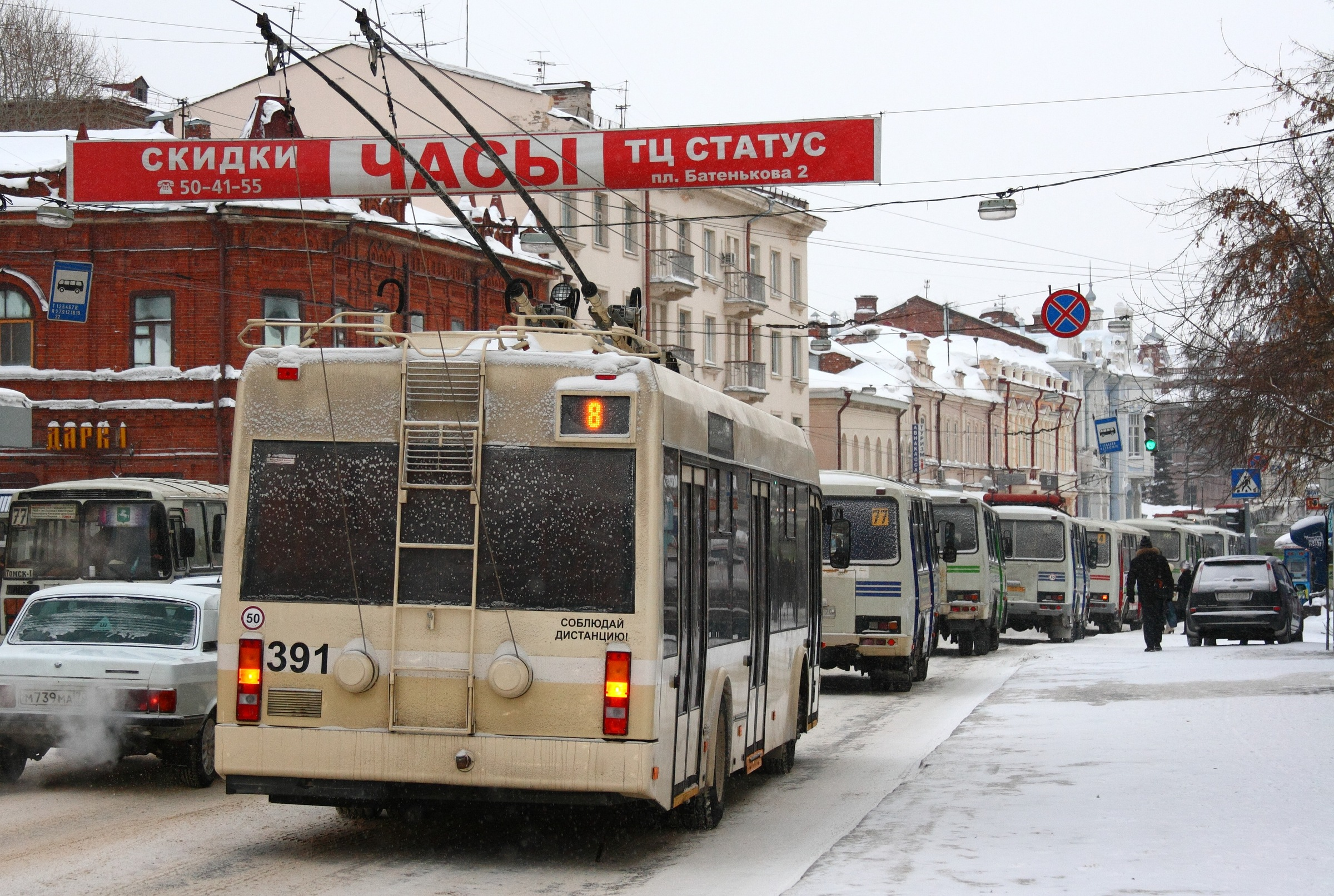
Filobus BKM-321 a Tomsk nella coda di bus urbani
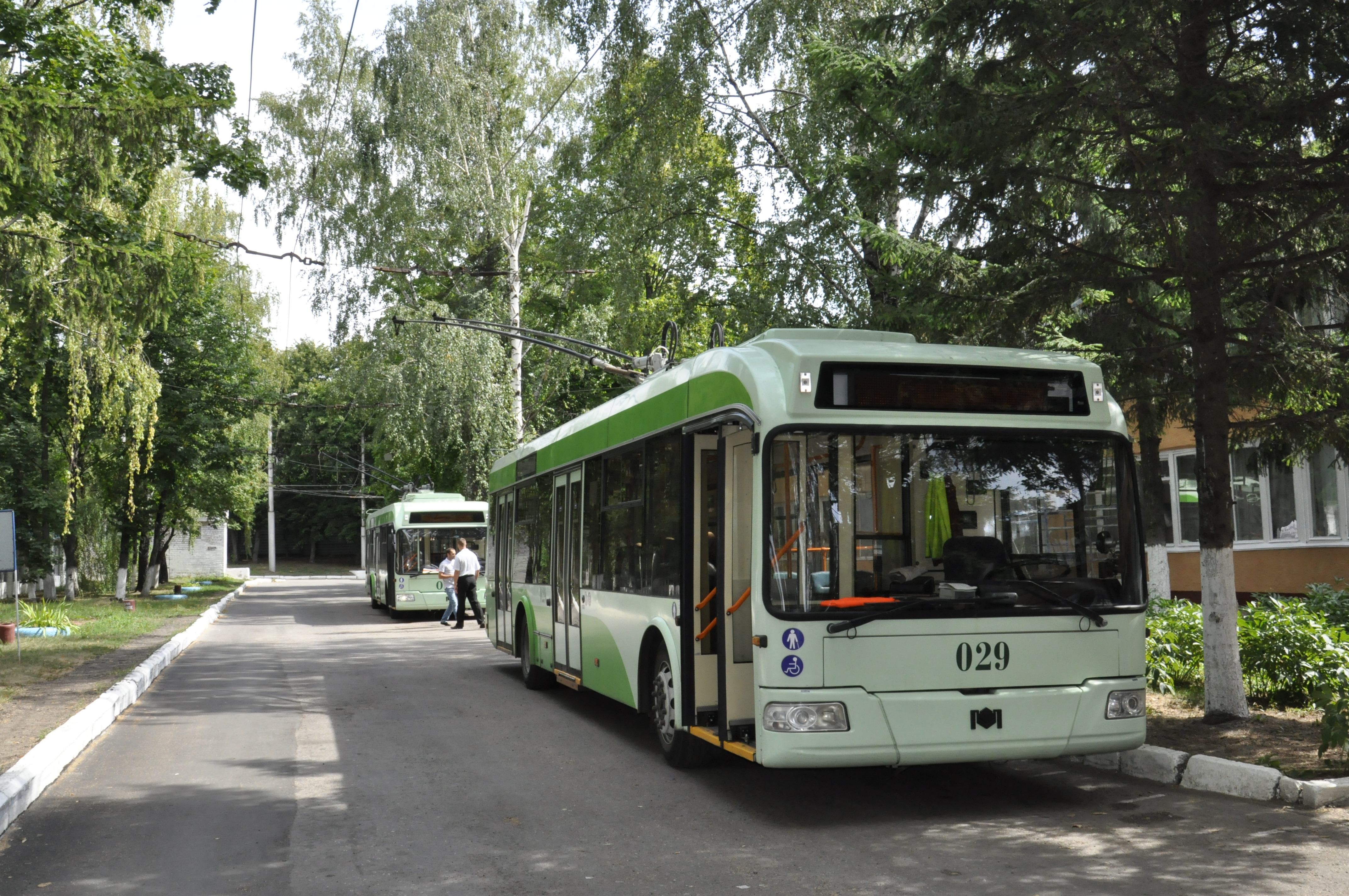
Filobus 1K (BKM-321) a Kursk
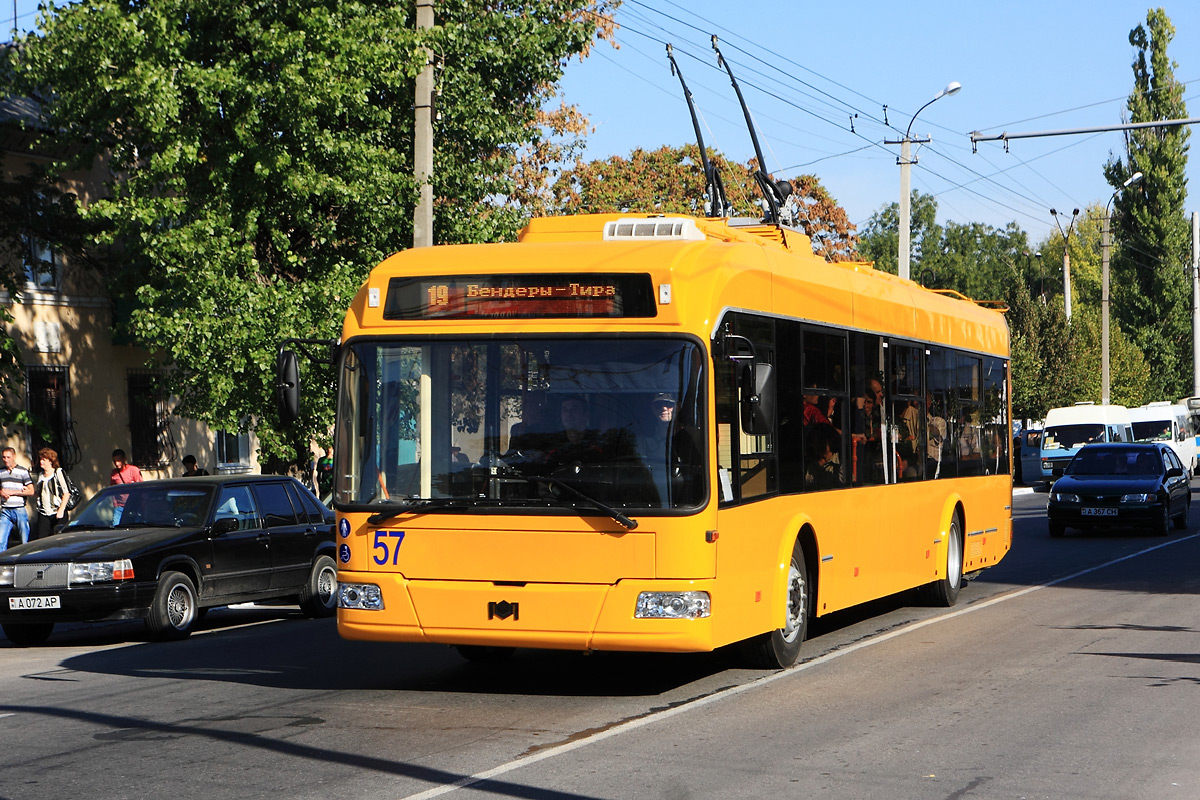
AKCM-321 Sjabar a Bendery
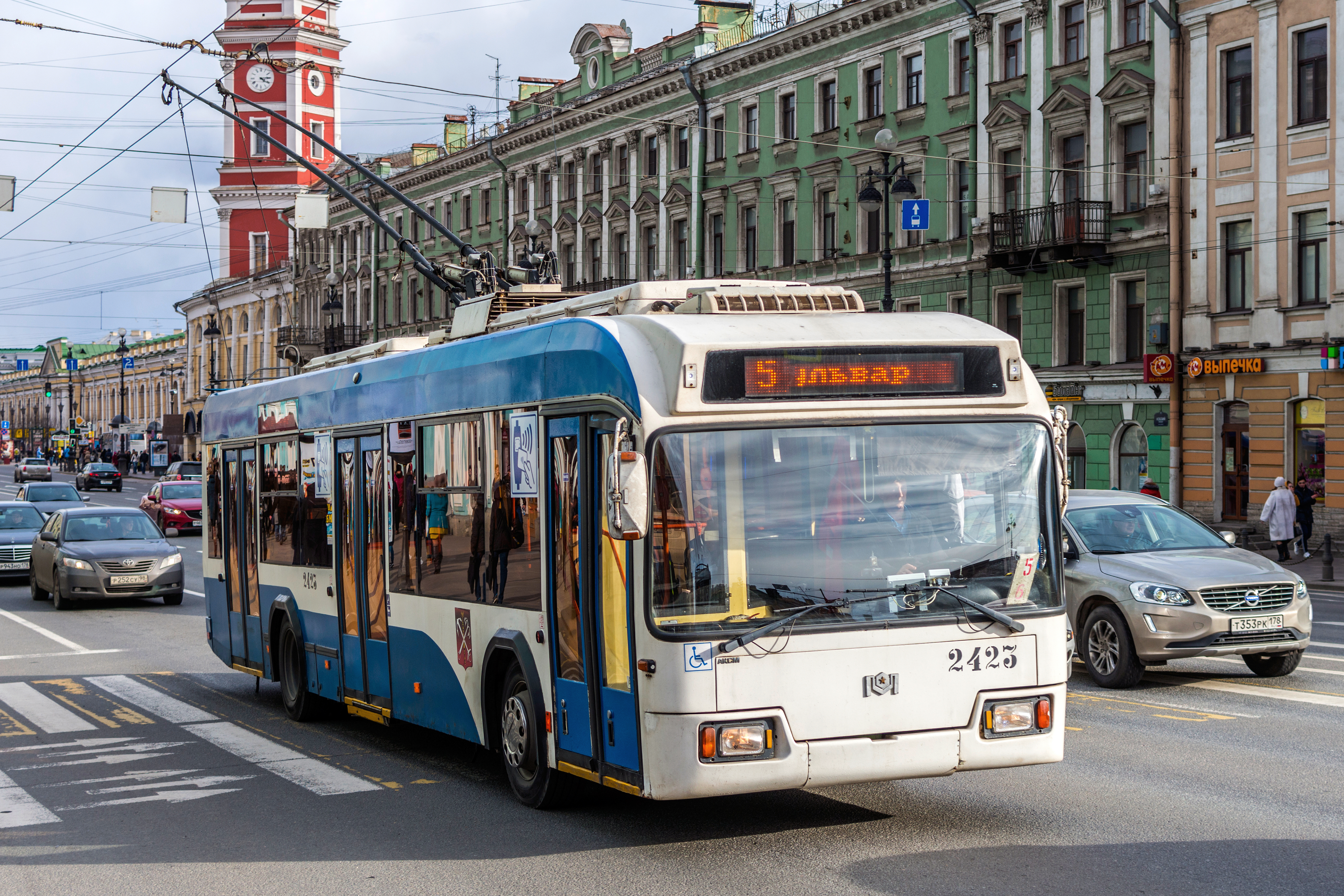
AKCM-321 a San Pietroburgo
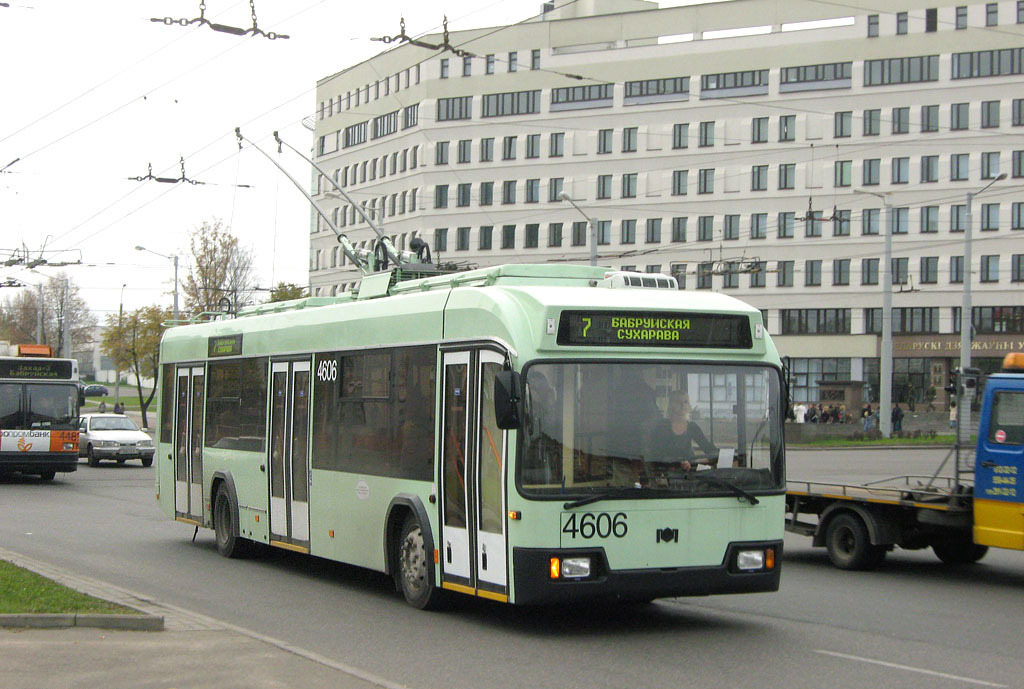
AKCM-321 di prima generazione a Minsk
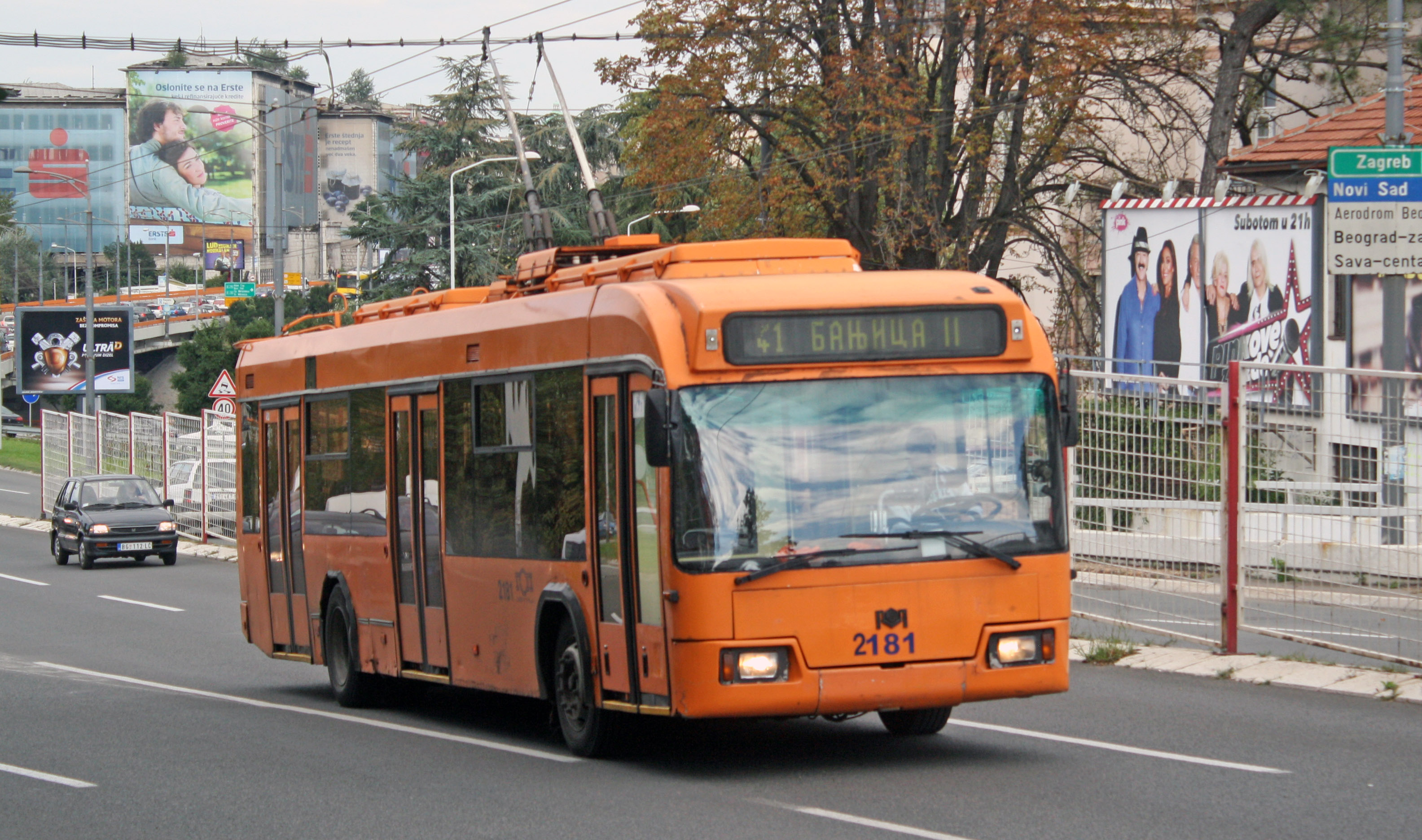
AKCM-321 a Belgrado
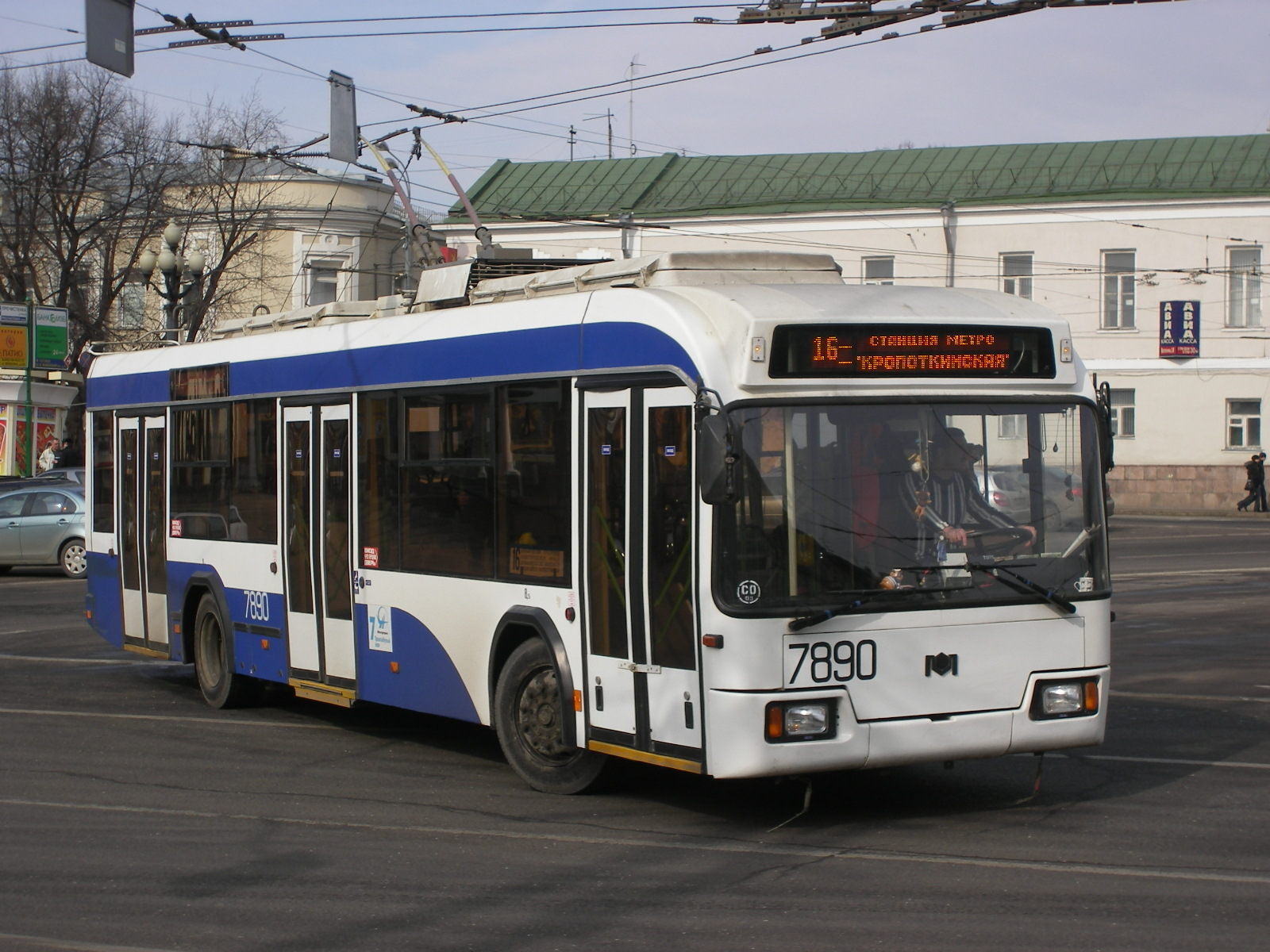
Uno dai primi AKCM-321 a Mosca
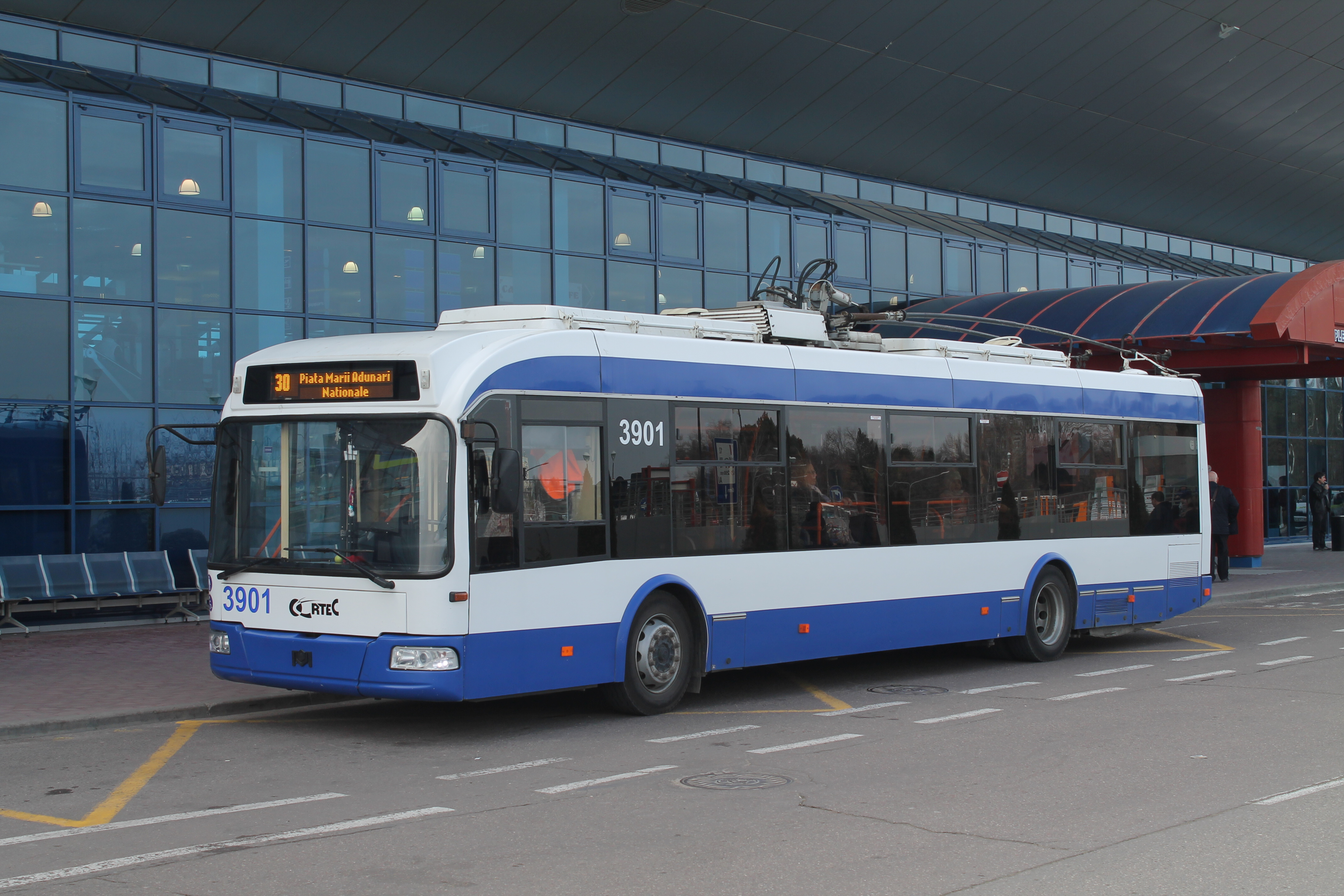
AKCM-321 a Chișinău